# Ластовень виткий
Ластовень виткий (Vincetoxicum scandens) — вид рослин з родини барвінкових (Apocynaceae), поширений на південному сході Європи й на заході Азії.

## Опис
Багаторічна рослина 70–200 см заввишки. Стебло на верхівці в'юнке, просте, знизу голе, зверху запушене. Листки яйцювато-видовжені або ланцетні, до 12 × 69 см, верхівка від гострої до довго гострої, особливо у верхній частині стебла, основа округла або ± серцеподібна, гола або дрібно-запушена на жилках і на краях, верхня поверхня помітно темніша, ніж нижня; ніжка листка до 15 мм. Зонтики з 6–10 квіток. Частки чашечки яйцевидно-ланцетні, запушені. Віночок чорно-фіолетовий, діаметром 4–8 мм; частки довгасті, верхня поверхня чітко біло-волосиста. Стручки до 8 см х 8 мм, довго загострені, голі. Насіння яйцеподібне, волосато-щетинисте на вершині, 6.5–7.6 x 3.7–4.3 мм, поверхня зморшкувата, тьмяна, шоколадно-коричнева.
Період цвітіння: червень — липень.

## Поширення
Поширений на південному сході Європи (південь України, південна частина Росії) й на заході Азії (Вірменія, Азербайджан, Грузія, Туреччина, північний Іран).
В Україні зростає на узліссях, в листяних лісах, чагарниках — у східній частині Лісостепу (в басейні Сіверського Дінця), у степу на півдні (в околицях Одеси й Миколаєва), а також у гірському Криму, де б.-м. звичайний.